# Franz Johann Wilhelm Hünten
Franz Johann Wilhelm Hünten (* 2. Mai 1822 in Hamburg; † 2. März 1887 ebenda) war ein deutscher Marinemaler der Düsseldorfer Schule.

## Leben
Nach einer Lehre als Dekorationsmaler wurde Hünten Schüler von Friedrich Heimerdinger in Hamburg. Dank eines Stipendiums besuchte er danach die Kunstakademie Düsseldorf, wo er in den Jahren 1847/1848 Schüler in der Landschafterklasse von Johann Wilhelm Schirmer war. Außerdem war er Privatschüler des wenig älteren Düsseldorfer Marinemalers Hermann Mevius, mit dem er Studienreisen an die Nordseeküste unternahm. 1850 kehrte er nach Hamburg zurück. Von dort aus unternahm er Studienreisen nach Skandinavien, England, Schottland, über den Atlantik und in den Orient. 1887 verstarb er in Hamburg-Eimsbüttel. Hünten war Mitglied im Hamburger Künstlerverein von 1832. Der Maler Lüder Arenhold war sein Schüler, ebenso sein 1867 geborener Sohn Richard Hünten.

## Werke (Auswahl)
- Stürmische See, 1854

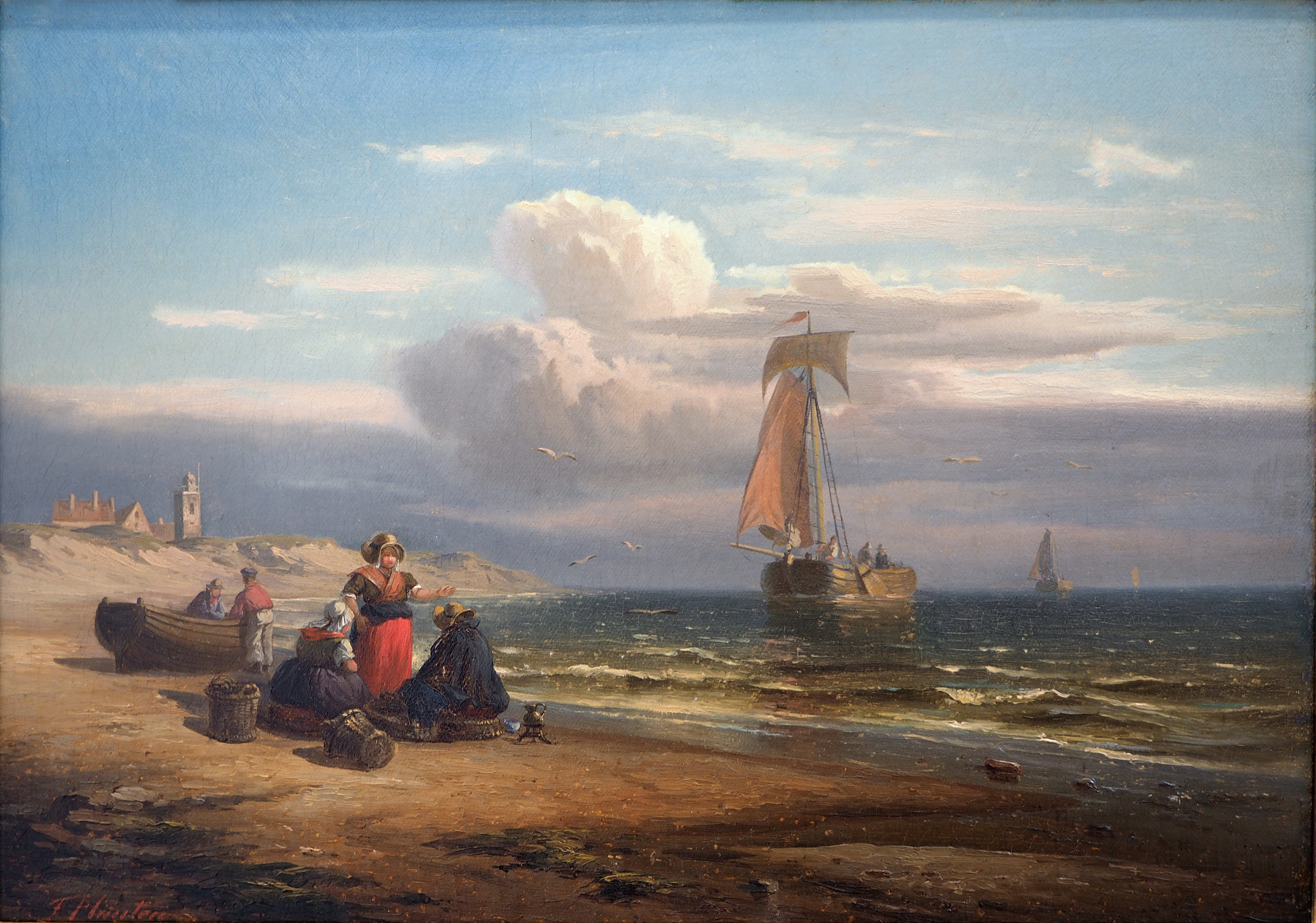
An der Nordsee, Öl auf Leinwand, Datum unbekannt

- Fischerboote in aufgewühlter See, 1856
- Schiffe vor der Küste von Dover, 1880
- Abend in der Kieler Förde, 1884
- An der Nordsee, Albert-König-Museum